# Liste der Baudenkmäler in Kammlach

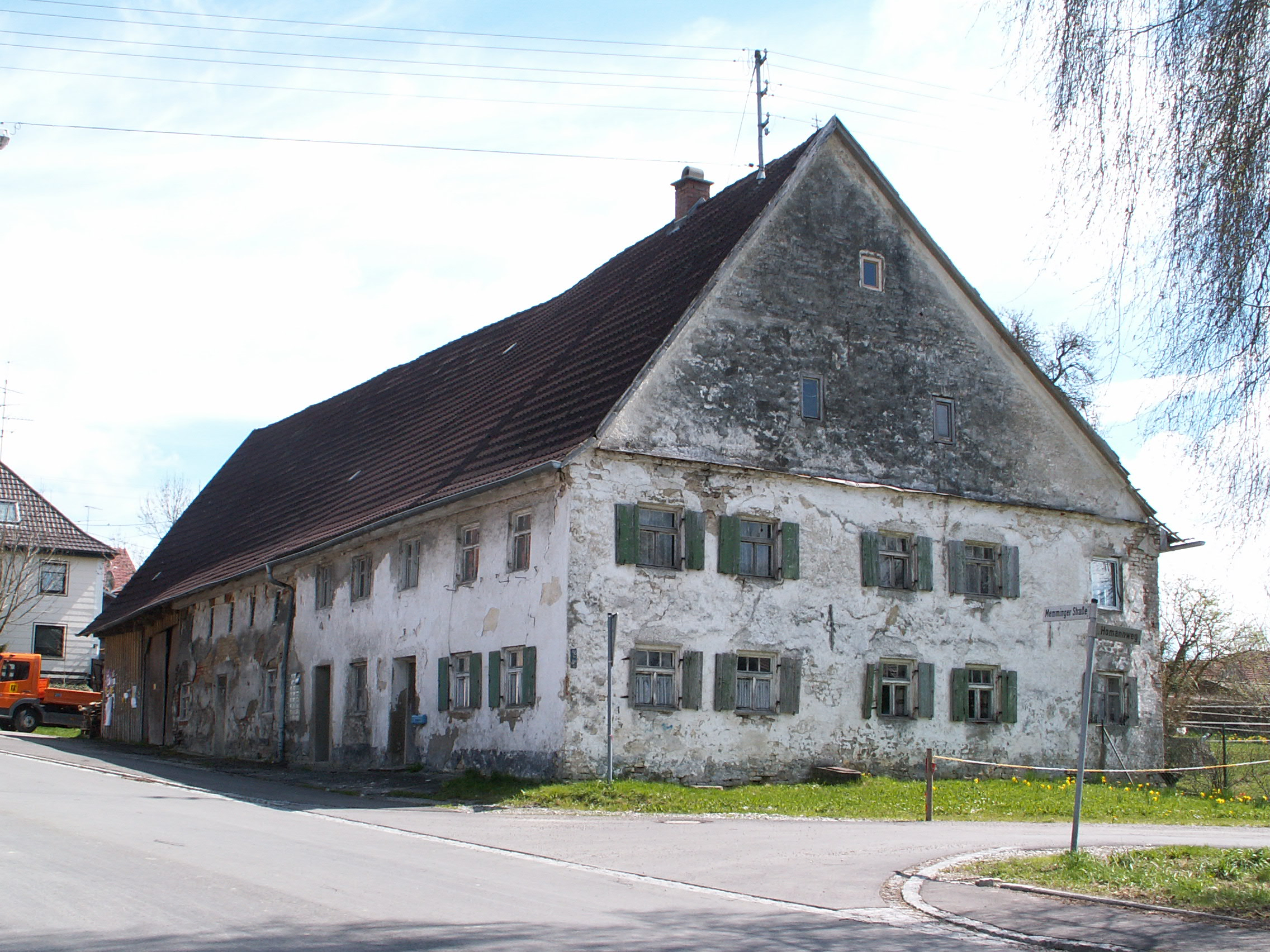
Altes Bauernhaus in Oberkammlach

Auf dieser Seite sind die Baudenkmäler in der schwäbischen Gemeinde Kammlach zusammengestellt. Diese Tabelle ist eine Teilliste der Liste der Baudenkmäler in Bayern. Grundlage ist die Bayerische Denkmalliste, die auf Basis des Bayerischen Denkmalschutzgesetzes vom 1. Oktober 1973 erstmals erstellt wurde und seither durch das Bayerische Landesamt für Denkmalpflege geführt wird. Die folgenden Angaben ersetzen nicht die rechtsverbindliche Auskunft der Denkmalschutzbehörde.

## Baudenkmäler nach Ortsteilen

### Höllberg
| Lage                   | Objekt                       | Beschreibung                                                                            | Akten-Nr.             | Bild           |
| ---------------------- | ---------------------------- | --------------------------------------------------------------------------------------- | --------------------- | -------------- |
| Höllberg 17 (Standort) | Katholische Kapelle St. Anna | kleiner Rechteckbau mit korbbogigem Schluss, wohl Ende 18. Jahrhundert; mit Ausstattung | D-7-78-180-7 Wikidata | weitere Bilder |

### Kirchstetten
| Lage                       | Objekt                           | Beschreibung                                                                                                | Akten-Nr.             | Bild           |
| -------------------------- | -------------------------------- | --- | --------------------- | -------------- |
| Kirchstetten 16 (Standort) | Katholische Kapelle St. Antonius | barocker Saalbau mit halbrundem Schluss und Dachreiter mit Spitzhelm, Ende 17. Jahrhundert; mit Ausstattung | D-7-78-180-8 Wikidata | weitere Bilder |

### Oberkammlach
| Lage                                            | Objekt                                    | Beschreibung | Akten-Nr.             | Bild                       |
| ----------------------------------------------- | ----------------------------------------- | --- | --------------------- | -------------------------- |
| Memminger Straße (am Ortsausgang) (Standort)    | Sogenanntes Franzosenkreuz                | Eisenguß-Kruzifix auf Nagelfluhsockel, für die 1796 dort gefallenen Franzosen, zweite Hälfte 19. Jahrhundert errichtet | D-7-78-180-6 Wikidata | Sogenanntes Franzosenkreuz |
| Mindelheimer Straße (am Ortsausgang) (Standort) | Katholische Kapelle St. Joseph            | Saalbau mit halbrundem Schluss, geschweiftem Giebel und Dachreiter mit Zwiebelhaube, Mitte 18. Jahrhundert; mit Ausstattung | D-7-78-180-1 Wikidata | weitere Bilder             |
| Pfarrer-Herb-Straße 13 (Standort)               | Katholische Pfarrkirche Mariä Himmelfahrt | Saalbau mit eingezogenem Chor und nördlichem Turm mit Zwiebelhaube, im Kern spätgotisch, 1660 erneuert und erweitert, Turmobergeschosse von Thomas Natter 1682, Umbau und Erweiterung vermutlich um 1725/1730; mit Ausstattung | D-7-78-180-3 Wikidata | weitere Bilder             |
| Reichsstraße (Standort)                         | Brücke über die Kammlach                  | Ziegelbau mit zwei Bögen, teilweise mit Nagelfluh- und Tuffquadern, 18. Jahrhundert | D-7-78-180-5 Wikidata | Brücke über die Kammlach   |

### Rufen
| Lage                | Objekt                        | Beschreibung | Akten-Nr.             | Bild           |
| ------------------- | ----------------------------- | --- | --------------------- | -------------- |
| Rufen 12 (Standort) | Katholische Kapelle St. Maria | neugotischer Bau mit dreiseitigem Schluss, Dachreiter auf profilierten Konsolen mit Spitzhelm, 1857; mit Ausstattung | D-7-78-180-9 Wikidata | weitere Bilder |

### Sankt Sebastian
| Lage                         | Objekt                                      | Beschreibung | Akten-Nr.              | Bild           |
| ---------------------------- | ------------------------------------------- | --- | ---------------------- | -------------- |
| Sankt Sebastian 1 (Standort) | Katholische Wallfahrtskapelle St. Sebastian | lisenengegliederter Bau mit halbrundem Schluss, Dachreiter auf profilierter Konsole mit Spitzhelm, 1635/36, wohl im frühen 18. Jahrhundert umgebaut; mit Ausstattung | D-7-78-180-13 Wikidata | weitere Bilder |

### Unterkammlach
| Lage                                                              | Objekt                                                 | Beschreibung | Akten-Nr.              | Bild           |
| ----------------------------------------------------------------- | ------------------------------------------------------ | --- | ---------------------- | -------------- |
| Am Eichet 3 (Standort)                                            | Bauernhaus                                             | zweigeschossiger Mitterstallbau mit Schleppdach und Fachwerk unter Putz, zweite Hälfte 18. Jahrhundert                          | D-7-78-180-10 Wikidata | Bauernhaus     |
| Kirchstraße 1 (Standort)                                          | Katholische Pfarrkirche Maria Königin des Rosenkranzes | Saalbau mit eingezogenem Chor und nördlichem Satteldachturm, von Willi Hornung, 1952–1955; mit historischen Ausstattungsstücken | D-7-78-180-11          | weitere Bilder |
| St 2037 (1 km nördlich, an der Straße nach Oberrieden) (Standort) | Steinkreuz                                             | Tuffstein, spätmittelalterlich                                                                                                  | D-7-78-180-15 Wikidata | Steinkreuz     |

## Ehemalige Baudenkmäler
In diesem Abschnitt sind Objekte aufgeführt, die früher einmal in der Denkmalliste eingetragen waren, jetzt aber nicht mehr. Objekte, die in anderem Zusammenhang also z. B. als Teil eines Baudenkmals weiter eingetragen sind, sollen hier nicht aufgeführt werden. Aktennummern in diesem Abschnitt sind ehemalige, jetzt nicht mehr gültige Aktennummern.

| Lage                                           | Objekt      | Beschreibung                                                                           | Akten-Nr.              | Bild     |
| ---------------------------------------------- | ----------- | -------------------------------------------------------------------------------------- | ---------------------- | -------- |
| Oberkammlach Pfarrer-Herb-Straße 10 (Standort) | Holzfiguren | Kruzifix und Mater Dolorosa, Mitte 18. Jahrhundert                                     | D-7-78-180-2 Wikidata  | BW       |
| Oberkammlach Reichsstraße 12 (Standort)        | Epitaph     | Gedenktafel                                                                            | D-7-78-180-4 Wikidata  | Epitaph  |
| Oberkammlach Reichsstraße 12 (Standort)        | Ausleger    | schmiedeeisern                                                                         | D-7-78-180-4 Wikidata  | Ausleger |
| Unterkammlach St.-Johann-Straße 3 (Standort)   | Bauernhaus  | Mittertennbau mit Flachdach über geständertem Kniestock, zweite Hälfte 19. Jahrhundert | D-7-78-180-12 Wikidata | BW       |

## Abgegangene Baudenkmäler
In diesem Abschnitt sind Objekte aufgeführt, die früher einmal in der Denkmalliste eingetragen waren, jetzt aber nicht mehr existieren, z. B. weil sie abgebrochen wurden. Aktennummern in diesem Abschnitt sind ehemalige, jetzt nicht mehr gültige Aktennummern.

| Lage                                           | Objekt     | Beschreibung | Akten-Nr.              | Bild |
| ---------------------------------------------- | ---------- | --- | ---------------------- | ---- |
| Unterkammlach Untere Hauptstraße 31 (Standort) | Bauernhaus | Flachdachbau mit Fachwerk unter Putz, frühes 19. Jahrhundert; abgebrochen vor 2002, durch neues Einfamilienhaus ersetzt | D-7-78-180-14 Wikidata | BW   |